# Aimons-nous vivants
Pour les articles homonymes, voir Aimons-nous vivants (album) et Aimons-nous vivants (film).
Singles de François Valéry
Esclave de la musique
(1988) C'est pas possible
(1989)
Aimons-nous vivants est une chanson du chanteur français François Valéry. Elle est sortie en single en juillet 1989, tiré de l'album du même titre.
Il s'agit de l'un des plus grands succès de François Valéry.

## Contexte
L'idée de la chanson est venue à François Valéry au printemps 1989, alors qu'il écrit un nouvel album. À l'époque, ses derniers succès étaient Elle danse Marie (1983) et, dans une moindre mesure, Mon pote le D.J. (1984). C'est en assistant aux funérailles d'un ami proche, où il entend les hommages rendus au défunt, qu'il a eu l'idée d'écrire les paroles d'Aimons nous-vivants. Il se dit qu'« il faut savoir se dire qu'on s'aime de notre vivant et pas seulement lors des enterrements ». Le chanteur compose la musique de la chanson et fait appel à Pierre Delanoë pour écrire les paroles. Delanoë avait déjà travaillé avec Valéry en écrivant les paroles de son succès Emmanuelle de 1980. Cependant, le chanteur n'est pas satisfait avec les paroles et demande à la parolière Michaële d'en écrire de nouvelles. Finalement, c'est son texte qu'il choisit mais le fait tout de même co-signer par Pierre Delanoë, par reconnaissance envers lui,, et enregistre la chanson en juin 1989.

## Sortie et réception
Le 45 tours est sorti en juillet 1989 sur le label Franceval et distribué par WEA Records. Il entre à la 46e place du Top 50 le 26 juillet la même année, avant de progresser et d'atteindre la 6e place le 23 septembre,, grâce à une diffusion à la radio importante. Il est resté au total 25 semaines dans le Top 50 et s'est vendu à plus de 200 000 exemplaires selon le Syndicat national de l'édition phonographique, qui l'a certifié disque d'argent. Il s'agit du dernier succès de la carrière discographique de François Valéry.

## Liste des pistes
| A. | Aimons-nous vivants     | 4:09 |
| B. | Elle vit sa vie en solo | 3:32 |

## Crédits
- François Valéry – chant
- Christian Cravero – claviers, arrangements, direction d'orchestre
- Lionel Borée – claviers
- Michel Iozzia – basse
- Michel Bocchi – batterie, programmations rythmiques
- Philippe Delage – guitare
- Georges et Michel Costa, Bernard Ilous, Francine Chantereau, Dominique Poulain, Martine Latorre, Jean-Luc Spagnolo – chœurs
- Claude Martenot – enregistrement (Sun Studio)
- Roland Guillotel – mixage (Studio Marcadet)

Crédits adaptés des notes d'accompagnement,.

## Classements et certifications
| Classement (1989–1990)        | Meilleure position |
| ----------------------------- | ------------------ |
| Europe (Eurochart Hot 100)    | 32                 |
| France (SNEP)                 | 6                  |
| Québec (Palmarès francophone) | 27                 |

| Classement (2013–14) | Meilleure position |
| -------------------- | ------------------ |
| France (SNEP)        | 108                |

| Classement (1989) | Position |
| ----------------- | -------- |
| France (SNEP)     | 34       |

### Certifications
| Pays                           | Certification | Ventes certifiées |
| ------------------------------ | ------------- | ----------------- |
| France (SNEP)                  | Argent        | 200 000*          |
| *Ventes selon la certification |               |                   |

## Dans la culture populaire
La chanson est souvent diffusée dans l'émission Vendredi tout est permis avec Arthur. Elle est également diffusée dans le téléfilm Trop jeune pour moi, et figure en 2024 dans le film Quand vient l'automne, de François Ozon (scène de danse entre Hélène Vincent et Pierre Lottin).